# Beffe
Beffe is een landelijk dorp in de Belgische provincie Luxemburg. Het is een deelgemeente van Rendeux en was tot 1 januari 1977 een zelfstandige gemeente.
Het is gelegen in de Ardennen in de omgeving van La Roche-en-Ardenne en bevindt zich bovenaan de Ourthe terwijl Rendeux in het dal is gesitueerd. 
Beffe is vooral een toeristisch stukje van Rendeux. Er zijn vele vakantiehuizen en door de ligging van het dorp zijn er mooie vergezichten op de omgeving.
Aan de kerk staat het Tankmonument, een oude M4 Sherman-tank die stamt uit de Tweede Wereldoorlog toen er in dit gebied zwaar is gevochten.

## Demografische ontwikkeling
- Bronnen:NIS, Opm:1831 tot en met 1970=volkstellingen, 1976= inwoneraantal op 31 december

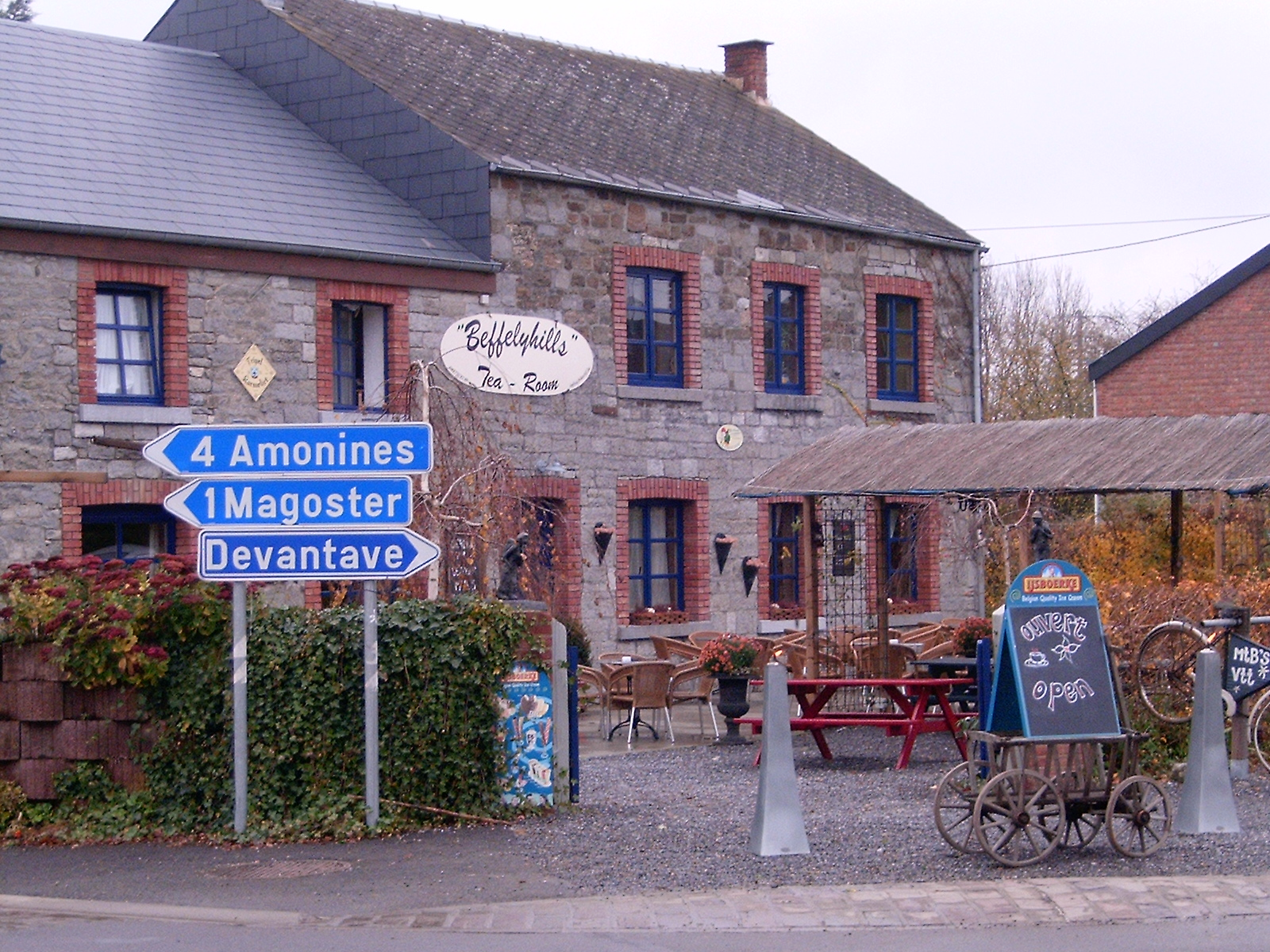
Het enige restaurant in Beffe
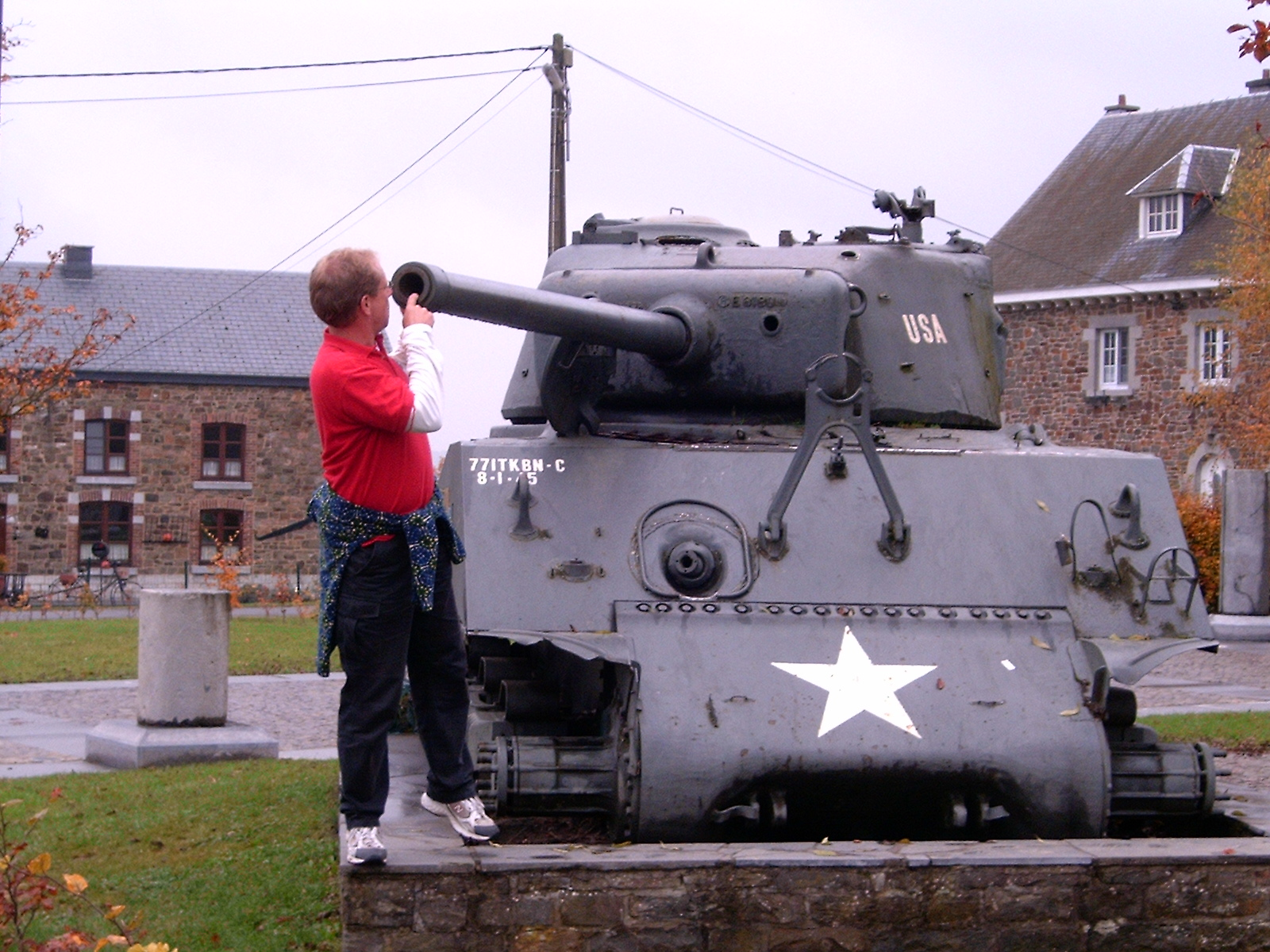
Tank op centrale kruispunt van Beffe
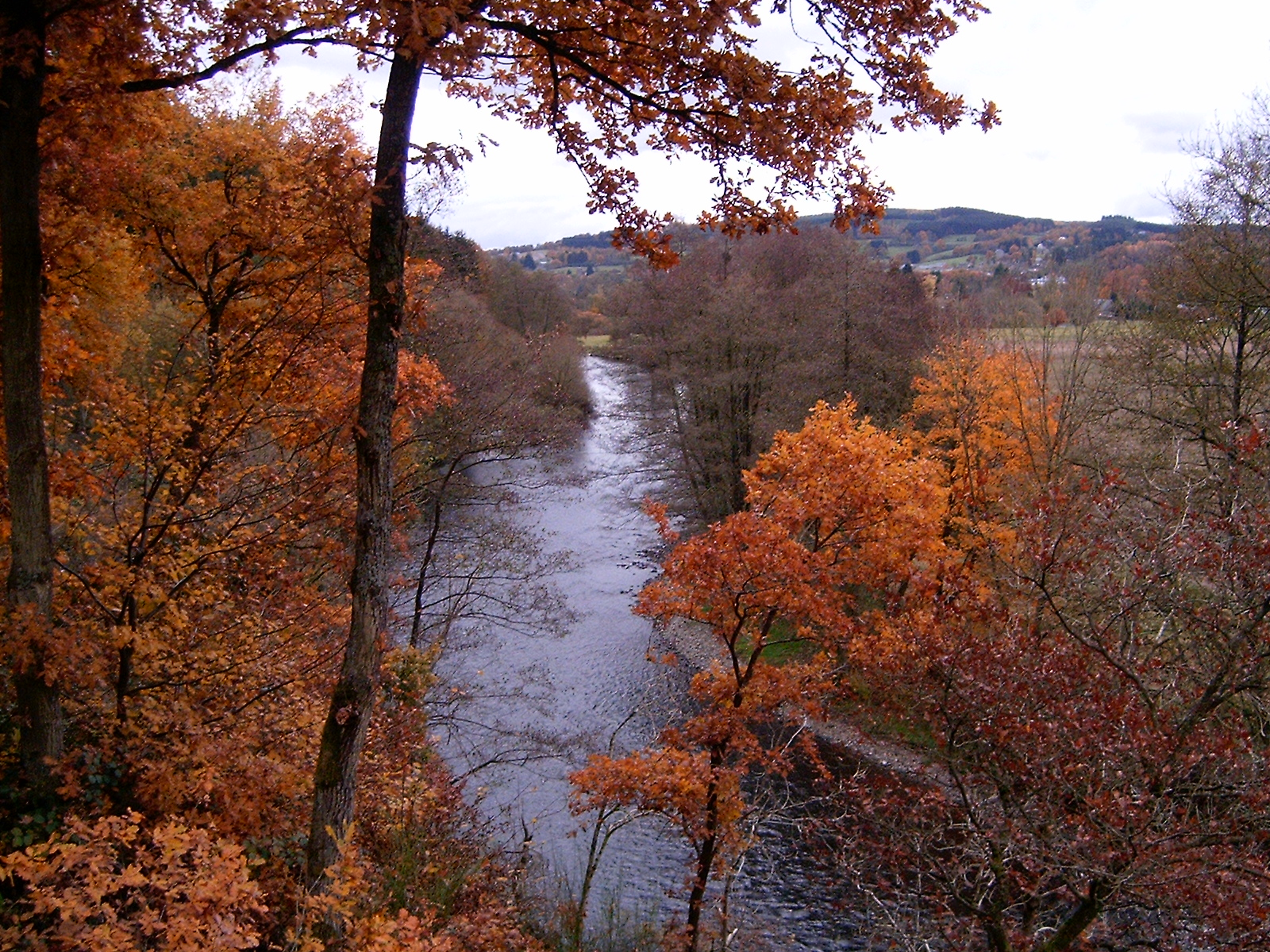
De Ourthe bij Beffe

Deelgemeenten: Beffe · Hodister · Marcourt · Rendeux

Overige kernen: Chéoux · Devantave · Gênes · Hamoul · Jupille · Laidprangeleux · Magoster · Marcouray · Rendeux-Bas · Rendeux-Haut · Ronzon · Trinal · Waharday · Warisy

Belgische gemeenten · Arrondissement Marche-en-Famenne · Luxemburg · Wallonië